# Nikola Gazdić
Nikola Gazdić (Split, rođen sredinom 1890-tih; - 6. prosinca 1922.), Hajdukov igrač na mjestu napadača. Smatra se jednim od najboljih igrača Hajduka, prva je Hajdukova legenda i prvi ljubimac publike, kojeg su od milja zbog kovrčave (ricaste) kose nazivali Janjčić, a po njegovoj ricastoj kosi u seriji Velo misto odigrao ga je lik koji nosi ime Rico.
Njegov točan datum rođenja nije poznat, jer je u momčadi Hajduka već 1912. da bi 1919. za Hajduk zabio svoj stoti gol u 91 nastupu; ukupno 106 do njegove prerane tragične smrti. Hrvatski sportski leksikon navodi 1900. što bi bilo nemoguće da je u tim godinama nastupio kao igrač za Hajduk, a da je stariji vidi se i po slikama.
Njegova tragedija počinje 1919. kada su Hajduku kola krenula nizbrdo izgubivši nekoliko utakmica u Zagrebu, nakon dugog i iscrpljujućeg puta. Na vijest o porazima, razjarena splitska javnost je optužila Janjčića da sabotira utakmice, a uprava Hajduka i nasjela na glasine, te ga izbacila iz kluba.
Gazdić od sramote (kako piše Smoje) bježi čak u Beograd gdje je proveo dvije godine, sve dok nije dogovorena uzvratna utakmica protiv Građanskog od kojega su bili izgubili s 4:0. Zagrepčani su bili snažna momčad u velikoj formi, koja je pobjeđivala brojne europske klubove. Gazdić iz Beograda moli u pismima da ga prime natrag u klub, te su na kraju i popustili. Već je znao i skrivao da je obolio od tuberkuloze.
Ta uzvratna utakmica protiv Građanskog odigrana je 1921., izazvala neviđenu pozornost i privukla rekordnih 5.000 gledatelja na stadion, a Gazdić je igrao kao nikada, nitko ga nije mogao zaustaviti u napadima. Poveli su gosti u 15. minuti pogotkom Graneca, a izjednačio je Gazdić spektakularnim golom. Izbacio je iz igre driblinzima čak četvoricu protivničkih igrača, izišao sam pred vratara Vrđuku, fintirao snažan udarac, da bi, nakon što je vratar pao, samo preskočio loptu, koja je pored ležećeg vratara ušetala u mrežu. Bio je to rijetko viđen gol, nakon kojega je Hajduk predvođen Gazdićem nastavio napadati. Kada je prilikom jednog napada bio srušen pred protivničkim golom dosuđen je jedanaesterac iz kojega je Mantler realizirao pobjednički zgoditak. Utakmica je završila s 2:1 za Hajduk. Navijači su poludili od sreće i odnijeli Gazdića na rukama u svlačionicu. Vjerojatno zbog teškog napora kojem je bio izložen i bolesti Gazdić je umro od tuberkuloze 6. prosinca 1922 godine. Hajduk je u finišu te godine nastupao s crnim florom.
Gazdić je odigrao 91 utakmicu i to 5 službenih u Splitskom podsavezu s 14 zgoditaka i 86 prijateljskih s 92 zgoditka. Prvi službeni nastup bio je protiv Borca 28. ožujka 1920. koju je Hajduk dobio s 8:0, a Gazdić je na njoj zabio 4 gola, a ostala 4 su dali Machiedo 2 i po 1 Pilić i Hochmann. U toj utakmici nastupili su uz njega i Kaliterna (branka), Šitić, Dujmović, Prokeš, Tagliafero, Righi, Borovčić Kurir, Pilić, Hochmann i Machiedo.
Pokopan je na starom groblju na Sustipanu koje su općinske vlasti uklonile 1959. – 1960. godine. Posmrtni ostaci Nikole Gazdića prebačene su na novo groblje 28. listopada 1952 u zajedničku grobnicu na kojoj piše 'poginulim i umrlim igračima i članovima - Hajduk Split', gdje se nalaze i ostaci Lovre Tagliafera i Vojka Nedoklana. 
Od živih srodnika mu je Nera Perišić Letica, praunuka Nikoline sestre Srećke.
O Gazdiću je pisao Miljenko Smoje u svojoj knjizi "Hajdučka legenda", izdanoj 1971., kao i Damir Škarpa u "Štoriji o balunu", posvećenoj Hajduku.

## Statistika u Hajduku
| Natjecanje        | Nastupi | Zgodici |
| ----------------- | ------- | ------- |
| Prvenstvo         | 0       | 0       |
| Kup               | 0       | 0       |
| Superkup          | 0       | 0       |
| Međunarodne       | 0       | 0       |
| Splitski podsavez | 5       | 14      |
| Ukupno            | 5       | 14      |
| Prijateljske      | 86      | 92      |
| Sveukupno         | 91      | 106     |

Do 1920. godine sve utakmice bile su prijateljske. Tek osnutkom Splitskog nogometnog podsaveza počinju natjecateljske utakmice pa mu je prvi službeni nastup u natjecanju bio tek 28. ožujka 1920., i odmah je zabio 4 zgoditka. Prvi je igrač Hajduka koji je postigao preko 100 zgoditaka.

## Vanjske poveznice
- "Klub neka se Hajduk zove!"